# حسيك كوتشي
حسيك كوتشي (الاسم العلمي:Arrhenatherum kotschyi) هو نوع نباتي يتبع جنس الحسيك من فصيلة النجيلية.

## الموئل والانتشار
موطنه الأصلي بلاد الشام وتركيا والقوقاز.